# Mercuriana
Mercuriana is een vliegengeslacht uit de familie van de roofvliegen (Asilidae).

## Soorten
- M. stackelbergi Lehr, 1988
- M. ussuriensis (Lehr, 1981)